# Beeldbepalend pand
Een beeldbepalend pand of karakteristiek pand is een in Nederland gebruikte aanduiding voor een gebouw dat op culturele of historische gronden bescherming geniet van de gemeente. Beeldbepalende panden hebben niet dezelfde status als gemeentelijke of rijksmonumenten. Bij een gebouw is doorgaans alleen de voorgevel beschermd, wat betekent dat voor een verbouwing geen monumentenvergunning vereist is. Soms echter zijn alle gevels en de gehele (zichtbare) kap beschermd. Het verschil met monumenten is dan dat vergunningloze verbouwingen bij niet beschermde panden ook bij beeldbepalende panden uitgevoerd mogen worden, bij beeldbepalende panden is namelijk niet het interieur beschermd.
Soms wordt de beschermde status ook toegekend aan andere bouwwerken dan panden. In Hoorn zijn kademuren en een aantal grachten als beeldbepalend aangewezen.